# میرزا محمدحیدر دوغلات
میرزا محمدحیدر دوغلات ۱ ژانویهٔ ۱۴۹۹ – ۱ ژانویهٔ ۱۵۵۱) حاکم کشمیر و شاعر و تاریخ‌نگار بود که تاریخ رشیدی را به فارسی نوشت. تاریخ تألیف تاریخ رشیدی میان سال‌های ۹۴۸ تا ۹۵۳ بوده‌است.

## پیشینه
محمد حیدر پسر محمد حسین گورکان از طایفه دوغلات و شاخه‌ای از مغولان چغتایی بود که به میرزا حیدر معروف بوده‌است و نیاکان او در خدمت خواقین مغول چغتایی، سمت امیری یا وزیری داشته‌اند.
میرزا حیدر در ۹۰۵ هجری متولد شد و پس از قتل پدرش به فرمان شیبک خان، طی یک سلسله حوادث از مرگ حتمی نجات یافت و پس از آنکه مدتی را نزد بابر گذراند به سلطان سعید خان پیوست و بیشتر عمر خود را در خدمت این خان مغول سپری کرد.
پس از مرگ سلطان سعید خان، وی به نزد کامران میرزا و از آنجا به حضور ناصر الدین همایون پادشاه، پسران بابر، رفت.
پس از شکست همایون از شیرشاه افغان، میرزا حیدر از او رخصت خواست و به کشمیر رفت و بعد از غلبه بر آنجا، مدت ده سال در کشمیر به نام نازک شاه یا نادر شاه حکومت کرد و سرانجام در ۹۵۷ کشته شد.

## تاریخ رشیدی
تاریخ رشیدی، رویدادهای خراسان، فرارود، ترکستان غربی و شرقی، جونغاریه (یا ولایت چینی‌ایلی)، تبت، لاداخ، گیلگیت، چیترال، و خان، بدخشان، افغانستان، کشمیر و هند شمالی را در بر می‌گیرد و نیز روابط شاه اسماعیل با اوزبکان، سرگذشت شیبک خان و تاریخ بابر پادشاه از مباحث مطرح شده در آن است. اما ارزش منحصر به فرد تاریخ رشیدی در این است که به شرح وقایع شاخه‌ای از تاریخ خاندان چنگیزی پرداخته که نشانی از آنها در منابع تاریخی دیگر نمی‌توان یافت، یعنی تاریخ اعقاب چغتای خان.

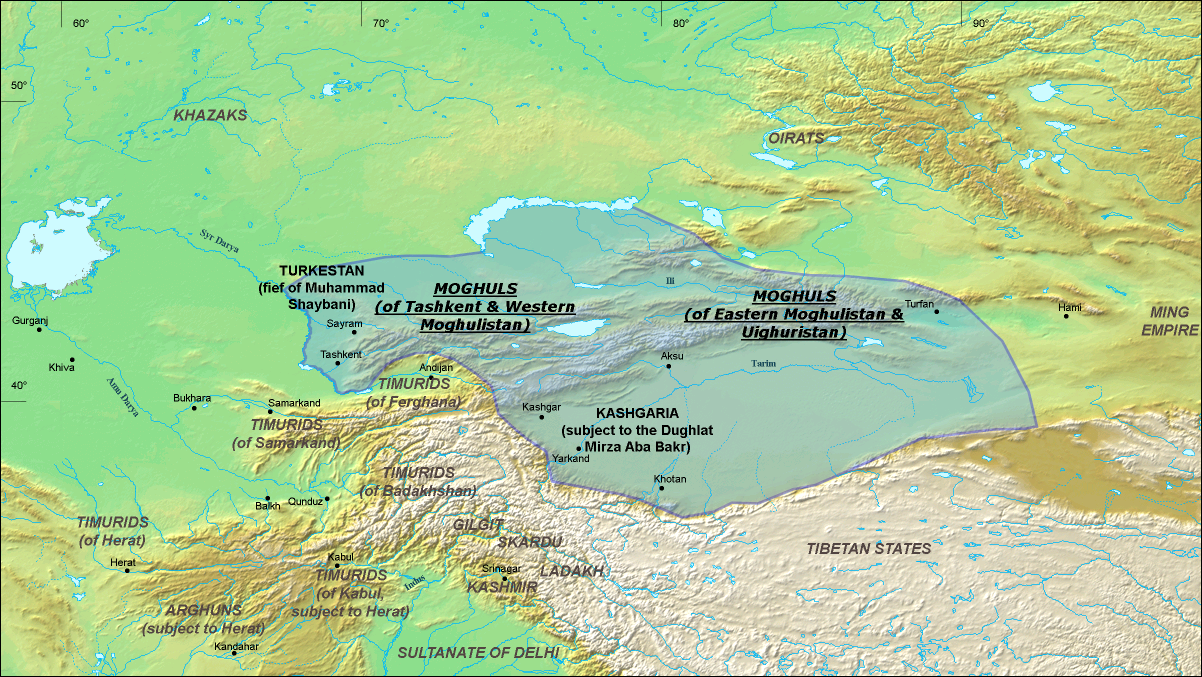
قلمرو خانات جغتای شرقی